# Yangpyeong (métro de Séoul/Yangpyeong)
Yangpyeong, station ligne 5
Yangpyeong (hangeul : 양평 ; hanja : 楊平) est une station de passage de la ligne Gyeongui-Jungang du métro de Séoul. Elle est située au 58 Deokbawi-gil, Yangpyeong-eup, dans le district de Yangpyeong, sur le territoire de la province Gyeonggi, à l'est de Séoul en Corée du Sud. 

## Situation sur le réseau

Plan du réseau du métro de Séoul (2023)